# هوراس كونييه
هوراس كونييه (بالفرنسية: Horace Coignet)‏ هو ملحن فرنسي، ولد في 13 مايو 1735، وتوفي في 29 أغسطس 1821.